# Bundesautobahn 107
Die Bundesautobahn 107 (Abkürzung: BAB 107) – Kurzform: Autobahn 107 (Abkürzung: A 107) – war eine geplante Autobahn in Berlin.
Nach den ursprünglichen Planungen im Berliner Flächennutzungsplan von 1965 sollte die damals geplante, später so bezeichnete Bundesautobahn 107 die sogenannte „Mitteltangente“ bilden und dabei vom damaligen West-Berlin im Ortsteil Tiergarten nach Ost-Berlin über die Ortsteile Mitte und Friedrichshain führen. Dabei sollte sie sich am Kreuz Lehrter Bahnhof mit der A 103 kreuzen. Am Kreuz Landsberger Platz (seinerzeit: Leninplatz) sollte sie sich mit der A 102 kreuzen. Mit der A 100 war ein Kreuz im Ortsteil Prenzlauer Berg geplant.
Von 1975 bis zur deutschen Wiedervereinigung wurde die geplante Autobahn als „A 17“ bezeichnet.